# Mistrzostwa Polski Par Klubowych na Żużlu 2009
Mistrzostwa Polski Par Klubowych na Żużlu 2009 – zawody żużlowe, mające na celu wyłonienie medalistów mistrzostw Polski par klubowych w sezonie 2009. Rozegrano trzy turnieje eliminacyjne oraz finał, w którym zwyciężyli zawodnicy Falubazu Zielona Góra.

## Finał
- Leszno, 17 września 2009
- Sędzia: Ryszard Bryła

| Miejsce | Kluby                   | Suma  | Zawodnicy                                                   | Punkty                                              |
| ------- | ----------------------- | ----- | ----------------------------------------------------------- | --------------------------------------------------- |
| złoto   | Falubaz Zielona Góra    | 25    | Rafał Dobrucki Grzegorz Walasek Grzegorz Zengota            | 13 (2,1,3,2,2,3) 12 (3,3,2,1,1,2) ns                |
| srebro  | Unia Tarnów             | 21 +3 | Sebastian Ułamek Piotr Świderski Janusz Kołodziej           | 11 (3,2,1,–,3,2) 5 (1,0,–,3,1,–) 5 +3 (–,–,2,–,–,3) |
| brąz    | Unia Leszno             | 21 +2 | Jarosław Hampel Sławomir Musielak Tobiasz Musielak          | 17 +2 (3,3,3,3,2,3) 4 (2,1,0,1,0,0) ns              |
| 4       | KM Lazur Ostrów Wlkp.   | 18    | Robert Miśkowiak Patryk Kociemba                            | 17 (2,3,3,3,3,3) 1 (0,0,0,0,0,1)                    |
| 5       | Polonia Bydgoszcz       | 17    | Krzysztof Buczkowski Marcin Jędrzejewski Tomasz Chrzanowski | 8 (2,2,–,1,2,1) 0 (0,–,0,–,–,0) 9 (–,1,2,3,3,–)     |
| 6       | Marma Hadykówka Rzeszów | 15    | Dawid Stachyra Maciej Kuciapa Paweł Miesiąc                 | 7 (w,2,2,2,1,0) 8 (1,3,1,0,2,1) ns                  |
| 7       | Unibax Toruń            | 9     | Damian Celmer Kamil Pulczyński Emil Pulczyński              | 5 (1,1,1,1,1,–) 2 (0,–,0,–,–,2) 2 (–,0,–,2,0,0)     |